# Улица Зорге (Ростов-на-Дону)
У́лица Зо́рге — улица на территории Советского района города Ростов-на-Дону.
Начинается от Коммунистического проспекта и заканчивается пересечением с улицей Еременко. Направление — с юга на север, параллельно с улицей Содружества. Количество полос движения варьируется от 2 до 4.

## Название
Своё название получила в честь советского разведчика, героя Советского Союза, Рихарда Зорге (1895—1944).

## Транспорт
Является магистральной улицей Западного жилого массива. Организовано движение автобусов 26, 67, 71, 94, 96, а также большого числа маршрутных такси.

## Застройка
По четной стороне — в основном жилые дома различной этажности, включая общежития ЮФУ, также имеются здания общественно-бытового назначения. По нечетной стороне — помимо жилых домов находятся: парк им. г. Плевен, факультеты ЮФУ, рынок Привоз, новостройки студенческого городка университета, ТЦ Талер.

## Примечательные объекты
- Администрация Советского района[1]
- Парк им. г. Плевен
- Часть факультетов и студенческий городок ЮФУ
- Кирпичная библиотека